# Paul-Philipp Kaufmann
Paul-Philipp Kaufmann (Mannheim, 21 de junho de 1996) é um jogador de hóquei sobre a grama alemão.

## Carreira
Paul-Philipp Kaufmann jogou no TSV Mannheim, depois no HC Den Bosch (a partir de 2021), enquanto continuou jogando pelo Mannheim na temporada indoor e pelo Hamburger Polo Club (a partir de 2024).
De 2011 a 2017 disputou 84 partidas internacionais em diversas faixas etárias do setor júnior. Seus maiores sucessos foram o segundo lugar no Campeonato Europeu Sub-18 de 2013 e o terceiro lugar no Campeonato Europeu Júnior de 2017. Kaufmann fez sua estreia pela seleção nacional em 2020. Em 2021, no Campeonato Europeu de Amstelveen, a seleção alemã chegou à final com uma vitória por 3 a 2 nas semifinais sobre a seleção inglesa, onde a equipe perdeu para os holandeses nos pênaltis. Ele foi reserva nos Jogos Olímpicos de Tóquio e fez um total de três partidas. Em 2023, Kaufmann fez parte da seleção alemã na Copa do Mundo de Bhubaneswar, mas não foi utilizado quando a seleção alemã conquistou o título.
Nos Jogos Olímpicos de Verão de 2024, em Paris, conquistou a medalha de prata no torneio masculino do hóquei sobre a grama, após confronto na final contra a equipe holandesa, que venceu nos pênaltis.